# ماري آن ألدهام
ماري آن ألدهام (الاسم قبل الزواج: ماري آن ميتشل وود، 28 سبتمبر 1858-1940) ناشطة إنجليزية مناضلة في حق تصويت المرأة، وعضوة في الاتحاد الاجتماعي والسياسي للمرأة، وسُجنت سبع مرات على الأقل.
أضربت عن الطعام في السجن، حيث أُطعمت قسريًا وحصلت على وسام الإضراب عن الطعام من الاتحاد الاجتماعي والسياسي للمرأة.

## النشأة
ولدت في ديبتفورد في كينت عام 1858 باسم ماري آن ميتشل وود، وهي ابنة ماري آن والكابتن ألفريد روبرت وود، وقد توفيت والدتها بعد أقل من شهرين من ولادتها. تزوجت ماري آن وود في 10 أكتوبر 1883 من آرثر روبرت ألدهام (1853-1905) الذي عمل موظفًا تجاريًا لدى شركة بّي أند أو شيبينغ لاين، وأنجبا ابنتان: ماري ألدهام (1885-1955) وجيرترود ألدهام (1887-1909). توفي آرثر ألدهام عام 1905.

## النشاط
انضمت إلى الاتحاد الاجتماعي والسياسي للمرأة حوالي عام 1908، واعتُقلت سبع مرات على الأقل: في 14 أكتوبر 1908 و19 نوفمبر 1908 (باسم ماري آن ميتشل ألدهام)، وفي 22 نوفمبر 1911، و7 مارس 1912، و19 مارس 1912، و17 نوفمبر 1913، و4 مايو 1914. استخدمت ألدهام اسمها قبل الزواج وود أو اسمها المستعار أولدهام- لتشابهه مع اسمها الحقيقي غالبًا- عندما اعتُقلت. كانت من بين 223 امرأة اعتُقلن في نوفمبر 1911 بتهمة كسر النوافذ وكانت أول متهمة تمثل في المحاكمة اللاحقة التي حضرتها كريستابيل وسيلفيا بانكهورست. رفضت ألدهام دفع الغرامة فحكم عليها بالسجن لمدة شهر في سجن هولواي. اعتُقلت مرتين في مارس 1912 وحُكم عليها بالسجن لمدة ستة أشهر في سجن هولواي، أضربت خلالها عن الطعام ولكنها أُطعمت قسريًا، وأُطلق سراحها مبكرًا من السجن في نهاية يونيو 1912.
اضطرت النساء في السجن إلى ترفيه أنفسهن بأنفسهن حفاظًا على معنوياتهن. روت بعضهن قصصًا، مثل إيميلين بيثيك لورانس، واستذكرت إميلين بانكهرست الأيام الأولى للاتحاد الاجتماعي والسياسي للمرأة. غنت الجدات الثلاث المسجونات- جيرترود ويلكنسون (المعروفة أيضًا باسم جيسي هوارد)، وجانيت بويد وألدهام- معًا في 10 يونيو 1912. أدت بعض النساء ذات مرة مشهد من تاجر البندقية مع إيفالين هيلدا بوركيت في دور شيلوك ودور ناريسا الذي لعبته دورين ألين. وقعت ألدهام وزميلاتها في السجن في هولواي على منديل المناشدة بحق تصويت النساء الذي طرزته جاني تيريرو فيما بعد. كانت ألدهام إحدى الجدتين اللتين ظهر اسميهما على المنديل.
كانت ألدهام البالغة من العمر 55 عامًا من بين مجموعة من ناشطات حق تصويت المرأة اللاتي احتججن في نوفمبر 1913 في أولد بيلي أثناء محاكمة جين شورت (المعروفة أيضًا باسم راشيل بيس) التي أُطعمت قسريًا أثناء وجودها في الحبس الاحتياطي في انتظار المحاكمة. قالت عند اتهامها بكسر زجاج النافذة في المحكمة «لقد فعلت ذلك» فحُكم عليها بالسجن لمدة شهر مع الأشغال الشاقة. كان من المقرر إطلاق سراح ألدهام بموجب قانون (إطلاق السراح المؤقت للسجناء بسبب اعتلال صحتهم) لعام 1913، المعروف أيضًا باسم «قانون القط والفأر» ومن ثم أطلق سراح السجناء المضربين عن الطعام والمصابين بأمراض خطيرة حتى يستعيدوا صحتهم، ليتمكنوا من سجنهم مرة أخرى لقضاء بقسة مدة عقوبتهم.

## سنواتها الأخيرة
توفيت ماري آن ألدهام في أوكسبريدج في ميدلسكس في عام 1940، وقد باعت عائلتها ميدالية الإضراب عن الطعام المكونة من ثلاثة أشرطة وأشياء أخرى من زمنها كناشطة حق تصويت المرأة في مزاد في عام 2015، بقيمة 23450 جنيهًا إسترلينيًا. اشترى أحد هواة جمع التحف الخاصة في المملكة المتحدة تلك التذكارات.